# Yorkshire Dales
Yorkshire Dales (z ang. „doliny Yorkshire”) – wyżynny obszar w północnej Anglii, w północnej części historycznego hrabstwa Yorkshire.
Yorkshire Dales obejmuje liczne doliny rzeczne oraz wzniesienia pomiędzy nimi, położone między doliną Vale of York na wschodzie a Górami Pennińskimi na zachodzie. 
Znaczna część obszaru objęta jest ochroną w ramach parku narodowego Yorkshire Dales, który utworzony został w 1954 roku. Powierzchnia parku wynosi 2179 km² (w 2016 roku powiększona z 1762 km²) i znajduje się na terenie trzech hrabstw: North Yorkshire, Kumbria i Lancashire.

## Główne doliny
- Arkengarthdale
- Birkdale
- Bishopdale
- Coverdale
- Dentdale
- Garsdale
- Langstrothdale
- Littondale
- Malhamdale
- Nidderdale
- Ribblesdale
- Swaledale
- Wensleydale
- Wharfedale

Krajobrazy parku narodowego Yorkshire Dales
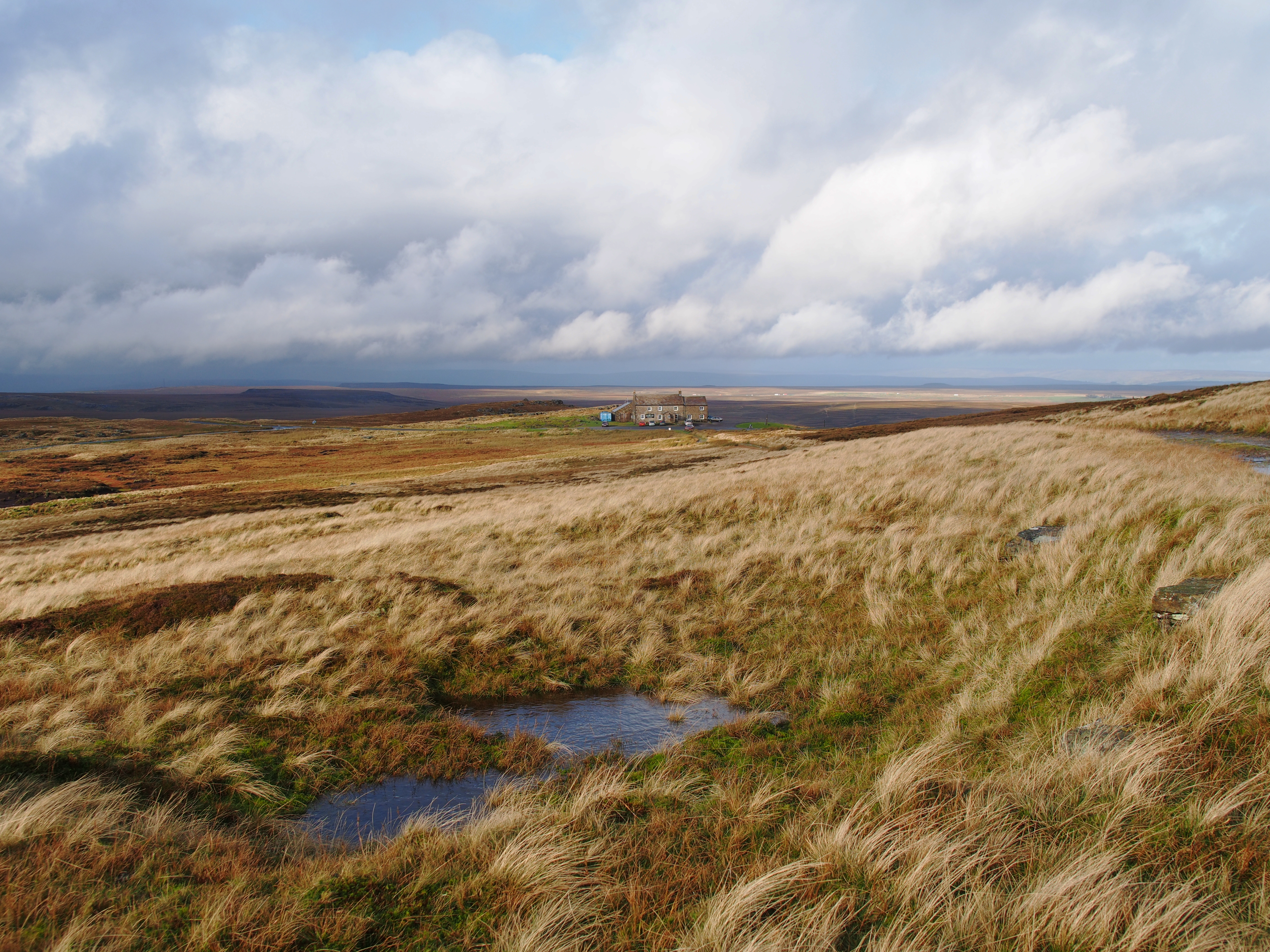
Tan Hill Inn (w tle), najwyżej położony pub w Wielkiej Brytanii
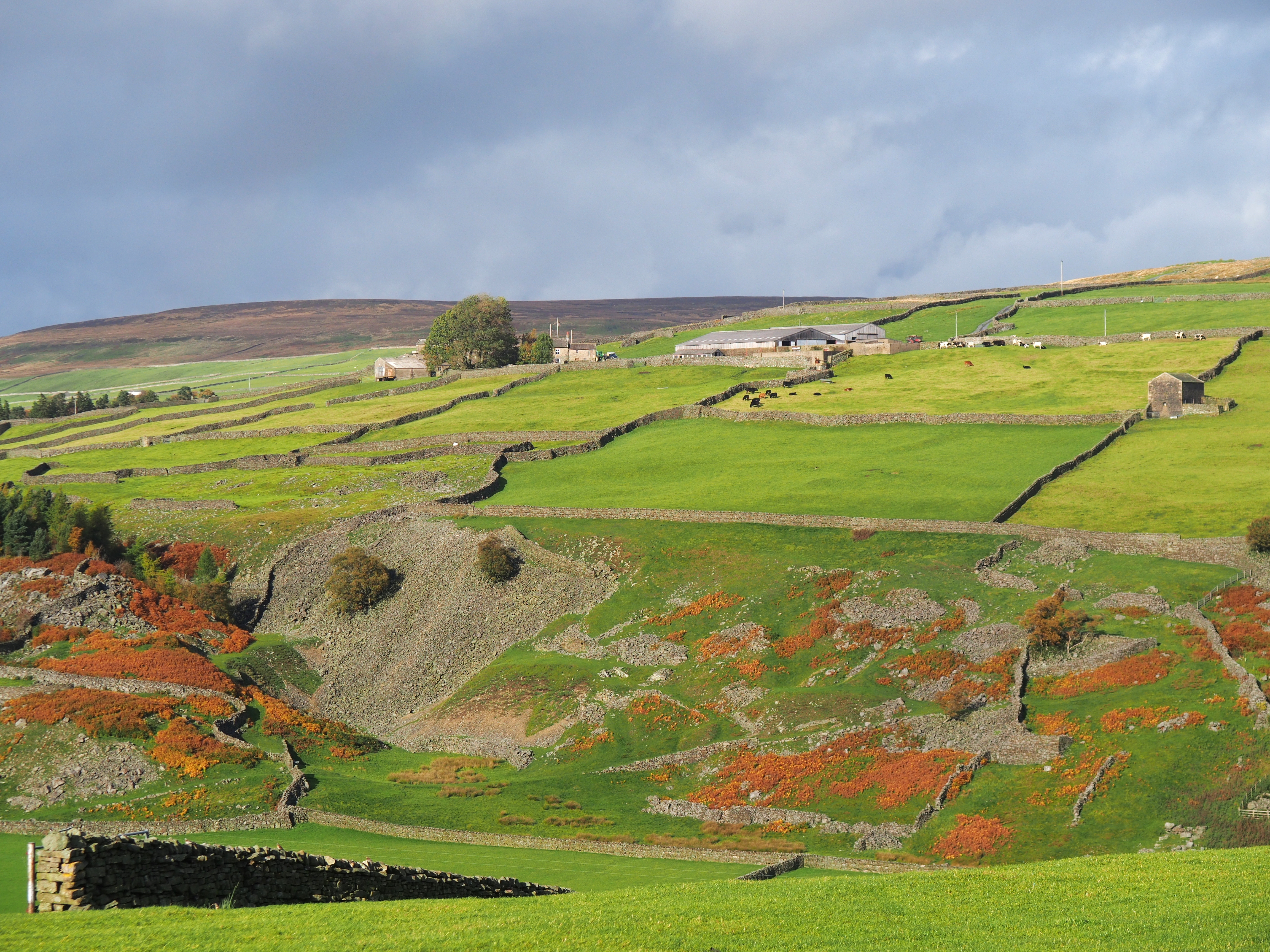
Pastwiska nieopodal Whaw
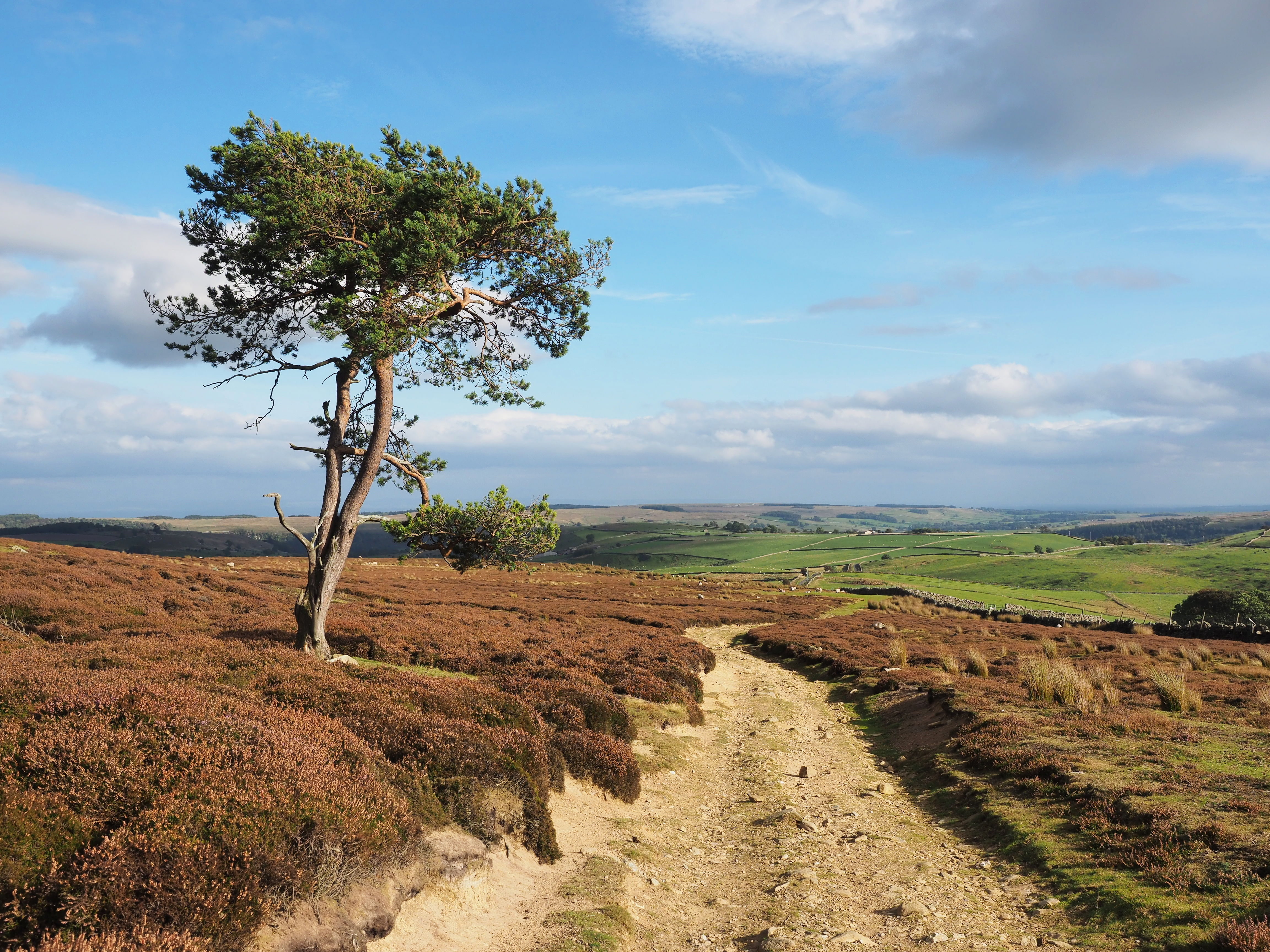
Ścieżka wzdłuż Fremington Edge
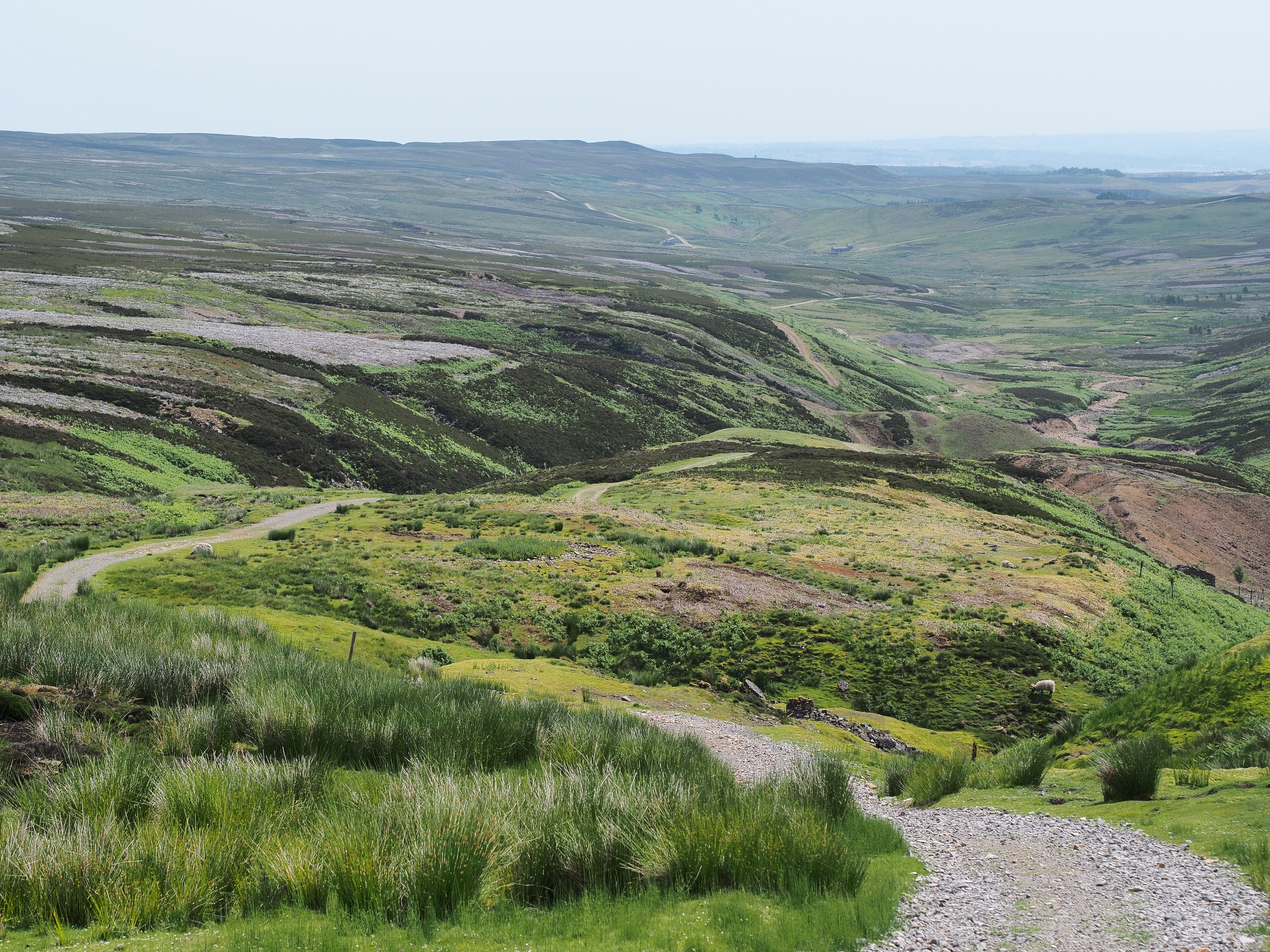
Ścieżka w kierunku East Bolton Moor